# Interstate Love Song
«Interstate Love Song» es una canción del grupo estadounidense Stone Temple Pilots, editada como el tercer sencillo del segundo disco de la banda, Purple, en 1994. La canción es uno de los éxitos más grandes de la carrera de la banda y del rock, llegando al número uno en la lista del Mainstream Rock Charts en septiembre de 1994, desplazando a Vasoline, también de Stone Temple Pilots. La canción sobrepasó el récord de permanencia en el número 1, estando allí durante 15 semanas. La canción es específica del grunge, pero tiene trazos del country, y del rock sureño o southern rock. Actualmente Interstate Love Song está posicionada en el lugar número 58 en las mejores canciones del Hard Rock hecho por VH1 en 2009.
- Datos: Q3391483